# 弗班克 (紐約州)
弗班克（英語：Verbank）是位於美國紐約州達奇斯縣的非建制地區。

## 歷史
弗班克的郵局自1826年營運至今。

## 地理
弗班克所處的海拔為高於海平面181米（即594英呎），而該地所採用的時區為UTC-5，即北美东部时区（EST）。同時該地設有夏令時間，為UTC-5調快一小時，即UTC-4（EDT）。